# 李元暁
李 元暁（り げんぎょう、生年不詳 - 儀鳳3年10月23日（678年11月12日））は、中国の唐の高祖李淵の二十一男。母は魯才人。

## 経歴
貞観5年（631年）、密王に封じられた。貞観9年（635年）、虢州刺史に任じられた。貞観14年（640年）、実封800戸を受けた。貞観23年（649年）、実封千戸まで加増され、沢州刺史に転じた。永徽4年（653年）、宣州刺史に任ぜられた。のちに徐州刺史に転じた。
儀鳳3年（678年）、世を去ると、司徒・揚州都督の位を追贈され、献陵に陪葬された。諡を貞といった。
子の南安王李穎が後を継いだ。

## 伝記資料
- 『旧唐書』巻64 列伝第14「密王元暁伝」
- 『新唐書』巻79 列伝第4「密王元暁伝」